# Jablonka (Ort)
Jablonka (übersetzt „junges Apfelbäumchen“, was auf die vielen Apfelbäume im Gemeindegebiet zurückzuführen ist, ungarisch Szvancairtvány) ist eine Gemeinde im Westen der Slowakei.

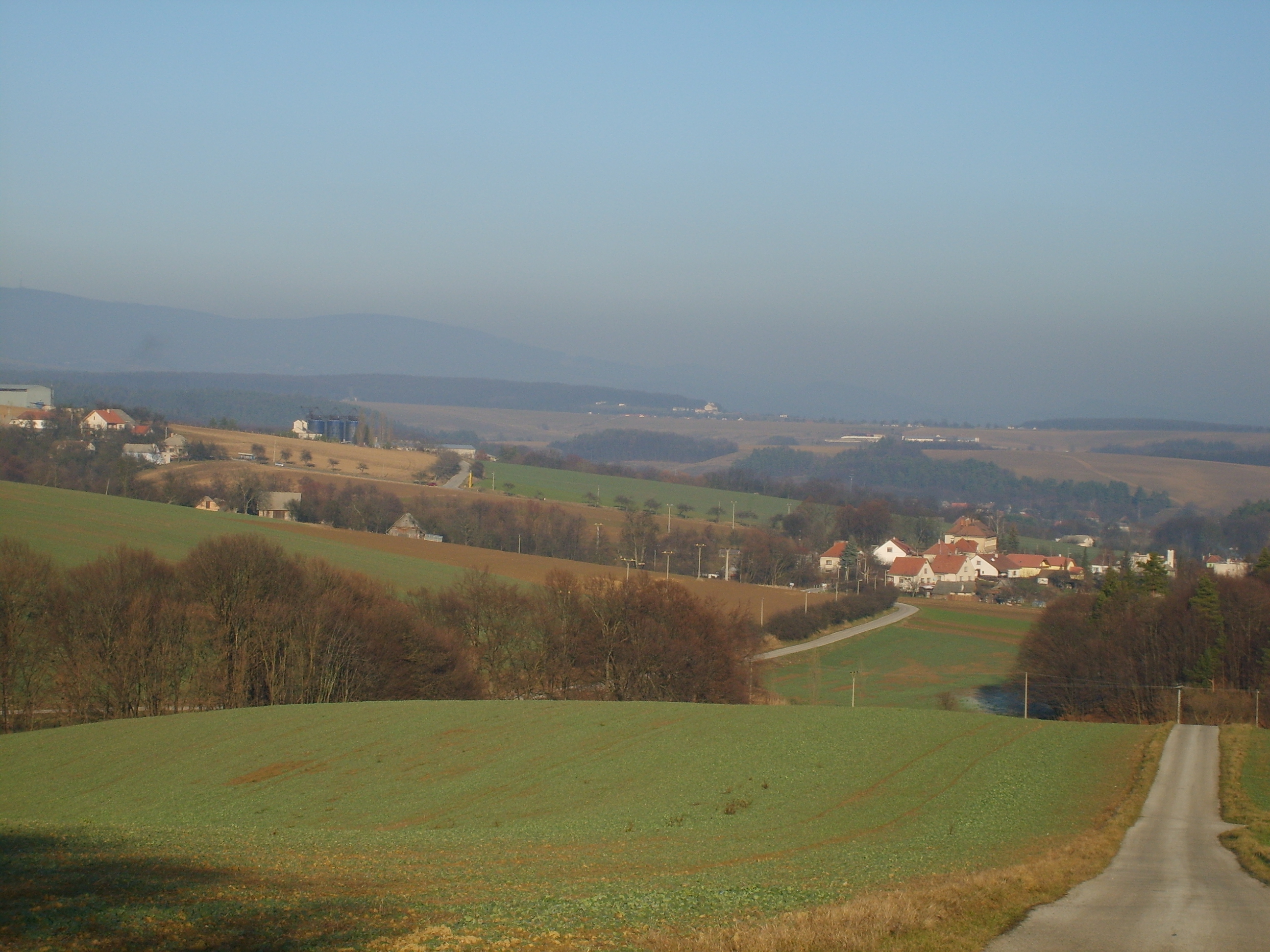
Blick über die Gemeinde Jablonka

## Lage und Allgemeines
Die Gemeinde liegt im Hügelland zwischen den südlicher gelegenen Kleinen Karpaten und den nördlicher anzutreffenden Weißen Karpaten. Nové Mesto nad Váhom liegt zirka 25 Kilometer östlich der Gemeinde, Myjava zirka 7 Kilometer nordwestlich, Senica etwa 20 Kilometer nordwestlich. Die höchste Erhebung im Gemeindegebiet ist der Berg Lipovec mit 499 Metern. Die Gemeinde wird durch den Fluss Jablonka, der in östlicher Richtung in der Nähe von Piešťany in die Waag fließt, geteilt.
Der Ort entstand in der zweiten Hälfte des 16. Jahrhunderts in der Folge der Fluchtbewegungen durch den Türkeneinfall in Ungarn. 1690 wurde der Name Jablonka zum ersten Mal schriftlich erwähnt, die Gemeinde entstand offiziell aber erst am 1. April 1955 durch Ausgliederung aus der Stadt Myjava und besteht neben dem Hauptort (Jablonka centrum), der sich bis dahin eher als Einsiedelei entwickelt hatte, noch aus folgenden 25 Ansiedlungen:
- U Figurov
- Guzice
- Ščibranské
- Kratina
- Hopkáče
- U Ušiakov
- U Maliarikov
- U Michaličkov
- U Babiari
- Kvietkové
- U Jánošov
- U Triančíkov
- U Kubíkov
- U Klbečkov
- U Kodajov
- U Tížikov
- Podpasienok
- Podkorytárka
- U Mockov
- U Borovských
- U Maronov
- U Horniačkov
- Močiare
- Švancarova Dolina
- U Sládečkov

Große Teile des Gemeindegebiets sind bewaldet (etwa 285 Hektar) und werden forstwirtschaftlich genutzt.
Die anderen Teile werden vor allem landwirtschaftlich genutzt. Hierbei steht, neben dem privaten Anbau von Nutzpflanzen aller Art zur Selbstversorgung, der gewerbliche Anbau von Weizen, Mais und Rüben im Vordergrund.

## Bevölkerung
| Jahr                | 1994 | 2004     | 2014    | 2024    |
| ------------------- | ---- | -------- | ------- | ------- |
| Anzahl der Personen | 600  | 517      | 482     | 474     |
| Unterschied         |      | −13,83 % | −6,76 % | −1,65 % |

| Jahr                | 2023 | 2024 |
| ------------------- | ---- | ---- |
| Anzahl der Personen | 474  | 474  |
| Unterschied         |      | +0 % |

## Verkehrsanbindung

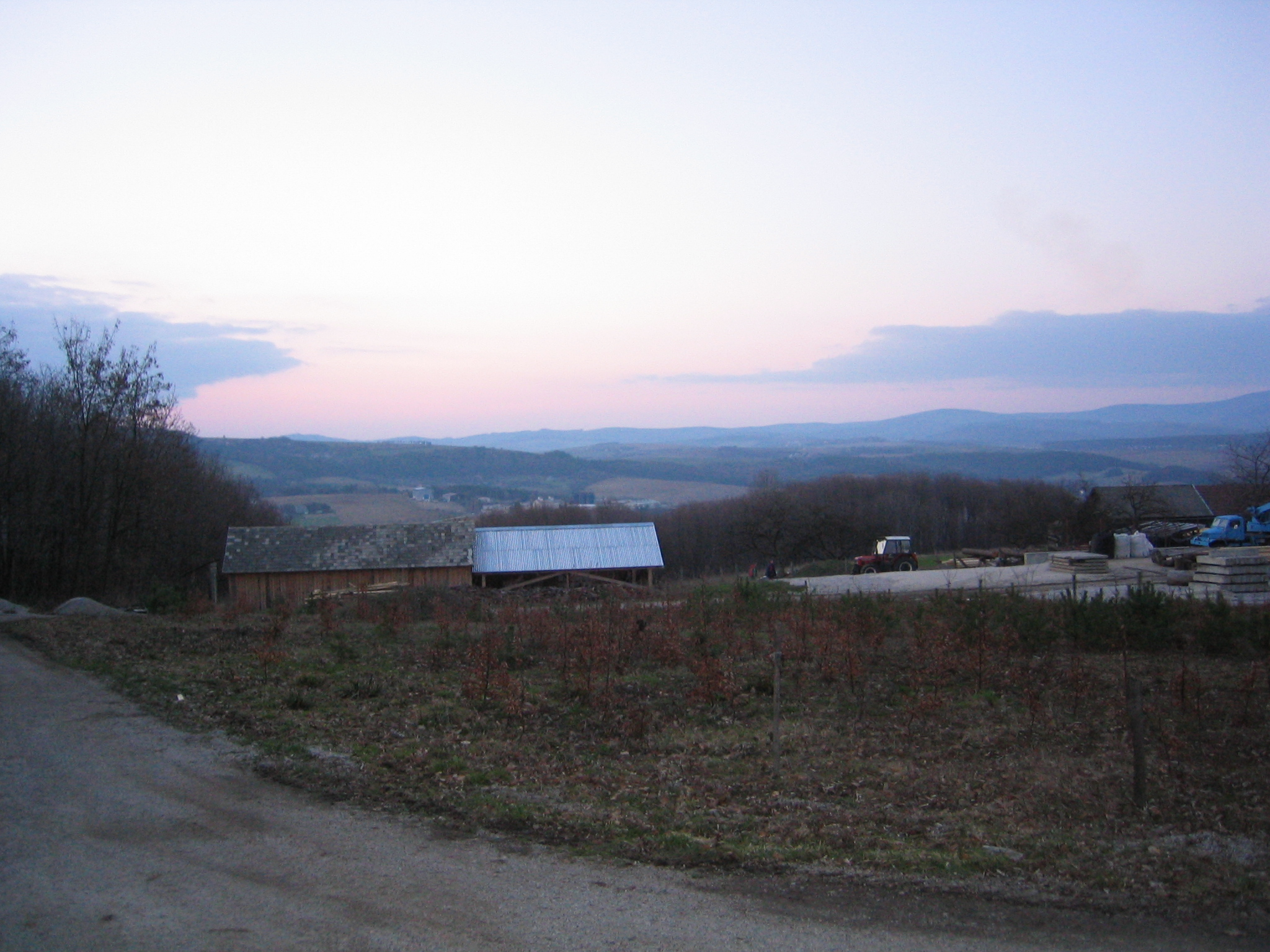
Blick über die Gemeinde Jablonka und die Weißen Karpaten

Von Jablonka aus sind Myjava und Krajné direkt mit dem Bus zu erreichen.

## Fahne und Wappen der Gemeinde
Die Fahne ist von oben gesehen 1/6 gelb, 2/6 weiß, 2/6 blau und 1/6 gelb. Das Gemeindewappen besteht in der Mitte aus einem Fisch – als Symbol des Baches Jablonka – und zwei Äpfeln, welche die umliegenden Apfelbäume repräsentieren.

## Sehenswürdigkeiten
- Kulturhaus

## Sonstiges
Die Gemeinde gibt eine eigene Zeitung, den „Jablonský klebetník“ (deutsch etwa „Jablonkaer Plauderer“) heraus.